# Роберто Пруцо
Роберто Пруцо (итал. Roberto Pruzzo; рођен 1. априла 1955. године у Крочефјескију) је бивши италијански фудбалер, а сада тренер. 
Као изузетан голгетер, сматра се једним од најбољих нападача своје генерације, као и једним од највећих играча Роме. 
На репрезентативном нивоу, играо је за Италију и био је члан репрезентације на Европском првенству 1980. године.

## Клупска каријера

### Ђенова
Рођен је у Крочефјескију, у округу Ђенова, када је имао 15 година Пруцо је почео да игра за млађе категорије Ђенове, а за први тим дебитовао је 2. децембра 1973. године на утакмици против Чезене У првој сезони забележио је 19 наступа, без постигнутог гола, а Ђенова је испала у Серију Б.
Следеће сезоне 1974/75 Пруцо је постигао 12 голова, а учинак је побољшао у сезони 1975/76, када је са 18 голова, што му је донело титулу најбољег стрелца Серије Б, помогао Ђенови да освоји промоцију у Серију А. У тој сезони је постигао и свој први хет-трик, 16. маја 1976. године, када је постигао све голове Ђенове у победи на Тернаном.
Први гол у Серији А постигао је 3. октобра 1976. године у ремију Ђенове и Роме (2:2). Одличан учинак Пруца у сезони 1976/77, потврђен је чињеницом да је са 18 голова био други стрелац лиге, одмах иза Грацијанија. Слабији голгетерски учинак у сезони 1977/78, имао је утицај и на резултате Ђенове која је испала у Серију Б. У Ђенови, где је добио надимак "краљ Крочефјескија" (итал. O 'Rey di Crocefiseschi), остао је шест сезона и постигао је 57 голова на 143 утакмице.

### Рома
И поред тога што је Јувентус од 1976. имао право куповине Пруца и каснијег интересовања Милана, он је прешао у Рому 1978. године, за тада рекордну суму од 3 милијарде лира. Иако је дебитовао за Рому голом против Вероне, Пруцов почетак у Роми је био тежак, јер је после само шест месеци тражио да промени средину. На крају прве сезоне гол Пруца против Аталанте омогућио је Роми опстанак у Серији А.
Пруцо је у Роми је постао један од најефикаснијих италијанских нападача осамдесетих. Први хет-трик у Серији А постигао је 26. октобра 1980. године, у победи Роме на гостовању код Интера са 4:2. На крају сезона 1980/81 (са 18 голова) и 1981/82 (са 15 голова) био је најбољи стрелац Серије А. Управо је његовим голом против Ђенове 8. маја 1983. године, Рома и математички осигурала Скудето у сезони 1982/83. Са Ромом је освојио и четири трофеја у Купу 1980., 1981., 1983. и 1986., као и титулу најбољег стрелца у купу 1980. године 30. маја 1984. године постигао је гол у финалу Купа шампиона 1984. године, када је Рома, на домаћем терену, након пенала, поражена од Ливерпула.
У сезони 1985/86 са 19 голова поново је најбољи стрелац лиге. 15. фебруара 1986. године постигао је чак 5 голова на утакмици Роме против Авелина и једини је италијански фудбалер са тим рекордом (изједначио га је немачки фудбалер Мирослав Клозе 5. маја 2013. године, када је постигао 5 голова за Лацио против Болоње). За десет година у Роми постигао је укупно 138 голова на 315 утакмица у свим такмичењима.

### Фјорентина
Пред почетак сезоне 1988/89 прешао је у Фјорентину, где је и завршио каријеру 1989. године. Помогао је клубу да освоји седмо место у Серији А те сезоне, а и последњу наступ у каријери имао у плеј-оф утакмици између Фјорентине и Роме, одиграној 30. јуна 1989. године на неутралном терену у Перуђи, која је одлучивала о екипи која ће следеће сезоне играти у купу УЕФА. Пруцо је постигао једини гол на утакмици, на асистенцију Роберта Бађа, што је омогућило Фјорентини да се квалификује за Куп УЕФА следеће сезоне.

## Репрезентативна каријера
Упркос фантастичној клупској каријеру, Пруцо је одиграо само 6 утакмица (без постигнутог гола) за италијанску репрезентацију од 1978. до 1982. године. Био је у тиму Италије на европском првенству 1980. године, где није улазио у игру, где су азури стигли до полуфинала и на крају били четврти. Селектор Беарцот је приликом избора тима за светско првенство 1982. предност дао Росију, који је због суспензије одиграо само три утакмице у првенству, испред Пруца који је био најбољи стрелац првенства. Након повреде Бетеге, Пруцо се и даље надао позиву селектора Беарцота, који се се на крају одлучио да Бетегино место заузме Франко Селвађи.

## Тренерска каријера
Касних деведесетих Пруцо је почео мање успешну тренерску каријеру, у којој је водио Вијаређо (серија Ц2, добио отказ), Терамо (завршио као пети у серији Ц2), Алесандрију (испао у Серију Ц1), а 5 дана је био тренер Палерма у Серији Б, где је замењен због промене власничке структуре. Био је и помоћни тренер Ђузепеу Ђанинију у Фођи и Санбенедетезеу у Серији Ц. Задњи тренерски посао му је био у аматерском клубу Центобучи у Серији Д, од децембра 2008. до марта 2009. године. 

## Занимљивости
Члан је Ромине дворане славних.

## Трофеји

### Клупски
Ђенова
- Серија Б (1): 1975/76

Рома
- Серија А (1): 1982/83
- Куп Италије (4): 1979/80, 1980/81, 1983/84, 1985/86

### Индивидуални
- Најбољи стрелац Серије А: 1980/81, 1981/82, 1985/86
- Најбољи стрелац Купа Италије: 1979/80
- Дворана славних ФК Роме: 2012